# Pera picciola
La pera picciòla è una particolare varietà di pera, coltivato nella provincia di Siena, in particolare è presente sul Monte Amiata nella fascia pre-boschiva che si estende dal comune di Abbadia San Salvatore al territorio di Vivo D’Orcia a circa 800 m s.l.m. 
L'albero che produce la pera picciòla appartiene alla famiglia delle Rosacee genere Pyrus, specie communis, var. achras (Gaertner), secondo De Bellis (2008) la quale avrebbe una stretta parentela con un’altra specie spontanea: il Pyrus nivalis Jacq., che occupa un areale di vegetazione limitato all’arco alpino e con la quale condivide molti aspetti morfologici, come la dimensione, la lunghezza del peduncolo e l’altimetria. L’autore ipotizza che il pero picciòlo sia una specie pura di cui è stato ricostruito un taxon abbandonato da anni dai botanici attuali, forse perché la specie si è estinta sul resto del territorio nazionale.
Dal 2009 inserita nell’elenco dei prodotti agroalimentari tradizionali della regione Toscana (D. Lgs. 173/98). Si può ipotizzare che il suo nome sia derivato dal fatto che è una pera “piccola”.
La pera picciòla ha costituito in passato, insieme alle castagne, un'importante risorsa alimentare delle popolazioni di montagna. A partire dagli anni ‘50 si sono sperimentati e poi diffusi metodi di trasformazione e conservazione di questo frutto destinati all’uso domestico come il liquore (ratafià d’autunno) e le pere picciòle sciroppate alla vaniglia.

## Storia
Non si hanno notizie storiche certe sulla presenza della pera picciòla in Toscana o in altre zone d'Italia. L’unico documento che tratta di questo frutto è l’Enumeratio quarundam rariorum planturum del botanico del XVIII secolo Pier Antonio Micheli conservato presso l’Università botanica di Firenze. Così viene descritta: “ Picciolona: Pyrus fructus estivo, globoso, sessile, subflavo, maculeo vel libureo griseis compresso, pediculi longo, il frutto è alto poco più di un’oncia e mezzo largo, dalla parte di sotto chiatto cioè piano e nel mezzo concavo, dalla parte di sopra tondo, ma nell’estremità un pochino eccitamente appuntato, dove termina in un picciolo lungo due oncie e poco più o poco meno; il colore è verde chiaro , tutto chiazzato di macchioline ineguali di color bigio, le quali core lo rendono  un poco ruvidetto al tatto, ambedue l’estremità del frutto sono macchiate, più d’ogni altra parte di colore. Il sapore non è dispiacevole, ma poco dolce, essendo oltre di ciò la sua polpa granellosa umida. A 20 di Agosto, senza nome, dal fruttivendolo di S. Spirito e matura e ingiallita a 15 di 7bre in Mercato”.
La rarità di questa pianta e l’areale limitato sono forse la spiegazione del fatto che il frutto non sia mai stato preso in considerazione dalle trattazioni che hanno riguardato il pero. Ad esempio fra le 115 pere immortalate da Bartolomeo Bimbi nei dipinti conservati a Poggio a Caiano o nei disegni  di botanici del passato che hanno operato a Siena e dintorni, tra cui Mattioli e Gallesio, non c’è nessuna pera assimilabile alla picciola.
Anche nella monograﬁa delle principali varietà di pero coltivate in Italia (Morettini et al., 1967), tale frutto non viene menzionato. L’unico riferimento attendibile sembra quello indicato nel XVIII sec. da Pier Antonio Micheli. Il fatto che la sua coltivazione fosse limitata a una ristretta area senese fa sorgere l’ipotesi che la pera riportata nel quadro conservato alla Pinacoteca Nazionale di Siena (Pietro di Francesco Orioli, Madonna con Santi) fosse proprio la pera picciòla.

## Caratteristiche
La pera picciola ha il picciolo lungo da 35 a 53 mm e diametro di 39-43 mm circa, ha forma raccolta a trottola e peso non superiore a 60-65 g. Questa pera ha una maturazione tardiva che avviene in autunno inoltrato e resiste sulla pianta fino all’arrivo dei primi freddi, è molto dura e resistente, anche agli attacchi dei patogeni ed è ideale per essere lavorata e cotta. Al momento della raccolta la buccia si presenta di colore verde con chiazze di rugginosità. La polpa è di colore bianco, ad elevata consistenza e ricca di sclereidi.  I frutti dopo la raccolta si mantengono in ambiente idoneo anche oltre i quattro mesi.
Gli alberi da cui si ottengono i frutti sono normalmente isolati e non potati raggiungono anche i 6 m di altezza. Producono soprattutto dai corti rametti (lamburde) che vengono mantenuti senza potatura. Le piante sono soggette ad alternanza produttiva con annate di carica e scarica. L’aspetto più interessante di questa pianta è probabilmente proprio quello botanico. Infatti dal suo seme non rinasce il selvatico, come avviene per le cultivar o varietà, bensì un individuo con caratteri del tutto simili al pero picciòlo. Questo ci porta a pensare che si tratti di una vera e propria specie, ormai dimenticata, forse estintasi altrove oppure mai classificata.
La varietà potrebbe avere un’antica origine, a giudicare dalla presenza di piante secolari, che sopravvivono in un habitat limitrofo, la cui conservazione è avvenuta grazie all’innesto sui peri selvatici.
Studi sono in corso per determinare il livello di auto compatibilità. In ogni caso il territorio è ricco di perastri e di peri franchi nati da seme, che probabilmente sono sufficienti a garantire un adeguato livello di impollinazione e quindi la normale fruttificazione. Altro aspetto importante è che sulle piante sparse non vengono effettuati trattamenti antiparassitari in considerazione del fatto che la varietà ha mostrato dl possedere elevate doti di rusticità e una naturale tolleranza agli attacchi parassitari. In particolare è raro osservare la presenza del baco della pera (Cydia pomonella).